# Mesbilja
Mesbilja es una localidad del estado mexicano de Chiapas. Es parte del municipio de Oxchuc.

## Demografía
| Gráfica de evolución demográfica |
|                                  |

| Censo | Población |
| ----- | --------- |
| 1921  | 153       |
| 1930  | 155       |
| 1940  | 104       |
| 1950  | 180       |
| 1960  | 599       |
| 1970  | 456       |
| 1980  | 940       |
| 1990  | 1 408     |
| 2000  | 1 727     |
| 2010  | 1 793     |
| 2020  | 2 013     |